# 율리아 키요프스카
율리아 키요프스카(Julia Kijowska, 1981년 3월 16일 ~ )는 폴란드의 배우이다. 제53회 굴드바게상 시상식에서 영화 《스트로베리 데이즈》로 여우조연상을 수상했다.

## 출연 작품
- 스캔들 (2018)